# Applus+ Laboratories
Applus+ Laboratories, anteriorment conegut com a Applus+ LGAI i en un primer moment com a Laboratori General d'Assaigs i Investigacions, o simplement per les sigles LGAI, és una empresa que te com a funció prestar suport tecnològic a la indústria mitjançant la realització d'assaigs de laboratori, calibracions d'equips de mesura, certificacions, formació tècnica i recerca i desenvolupament (R+D). La seva gestió va ser privatizada l'any 2002 per part de la Generalitat de Catalunya i actualment és part d'una filial d'Applus+.

## Història

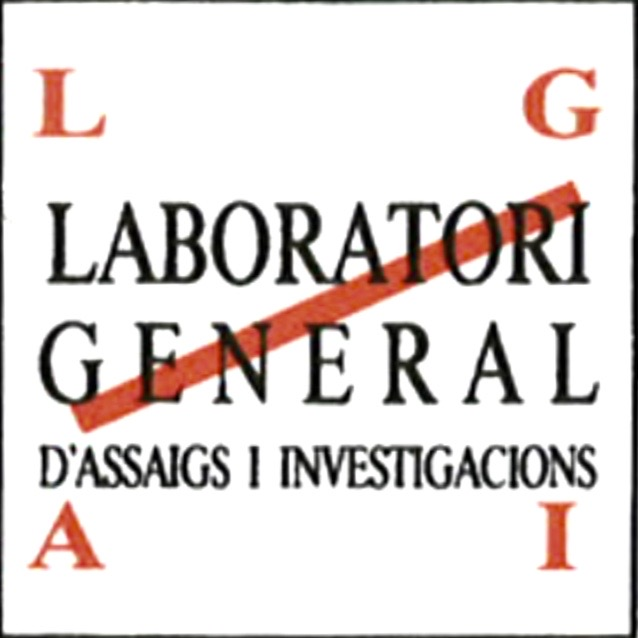
Antic logotip del Laboratori

Els precedents del Laboratori General d'Assaigs i Investigacions (LGAI) es remunten a l'any 1907, quan l'Ajuntament de Barcelona i la Diputació de Barcelona presidida per Enric Prat de la Riba van crear el Laboratori d'Investigacions i Assaigs, situat en unes dependències de l'actual Escola Industrial de Barcelona, amb l'objectiu de prestar un servei a la indústria i al comerç mitjançant els assaigs i les anàlisis de productes alimentaris i químics; materials de construcció i carbons i olis industrials.
L'any 1921 es van unificar tots els laboratoris que hi havia a l'edifici de l'Escola Industrial, sota de nom de Laboratori General d'Assaigs i Condicionament, i el 1922 es va atorgar el caràcter oficial als diferents laboratoris químics, elèctrics i tèxtils que al si de la Universitat Industrial s'havien anat desenvolupant des de feia una dècada. El Laboratori General va passar a dependre legalment de la Mancomunitat de Catalunya i a regir-se pels directors de les diverses seccions. S'organitzà en cinc seccions, cadascuna amb personal propi: Laboratori de l'Institut d'Electricitat i Mecànica Aplicada, Laboratori de l'Institut de Química Aplicada, Laboratori dels Serveis Tècnics d'Agricultura, Laboratori de l'Escola d'Adoberia i Laboratori Tèxtil.
Els serveis que habitualment prestava aleshores el Laboratori per a totes les cinc seccions eren principalment proves i anàlisi de materials, màquines i aparells per part dels fabricants, venedors o propietaris a fi de millorar o comprovar la qualitat del producte o a acreditar-la mitjançant un certificat, proves sol·licitades per un comprador a fi de garantir el bon estat del producte i la seva adequació a les condicions estipulades i proves dirigides a resoldre conflictes entre compradors i venedors per la qualitat o l'estat del producte, així com entre importadors i les companyies d'assegurances per danys soferts per les mercaderies. El Laboratori General va establir unes tarifes i uns terminis d'execució dels seus serveis. Els resultats van considerar-se sempre una informació privada que no es donava a conèixer a tercers sense el permís de l'afectat. Condició que no va aplicar-se als materials sotmesos per l'Administració al Laboratori.
Durant la República, el Laboratori va passar a dependre de la Generalitat de Catalunya, adscrit als Departaments de Cultura (1931-1934 i 1934-1936) i d'Economia i Agricultura (1934 i 1936-1939). L'any 1935 va passar a anomenar-se Laboratori General d'Assaigs i Investigacions. Amb l'acabament de la guerra civil, la Diputació de Barcelona tornà a assumir la titularitat del Laboratori. A partir de 1944, arran de la creació de l'Institut d'Investigacions Tècniques, el Laboratori es va dedicar exclusivament al servei públic d'assaigs i anàlisi, mentre que la investigació tècnica passava a ser competència del nou Institut.
L'any 1984 va ser transferit a la Generalitat, quedant adscrit al Departament d'Indústria i Energia, mentre es creava de nou el Laboratori com a entitat de dret públic amb personalitat jurídica pròpia.
A l'any 1987 les instal·lacions del LGAI van ser traslladades a Cerdanyola del Vallès, al recinte de la Universitat Autònoma de Barcelona.

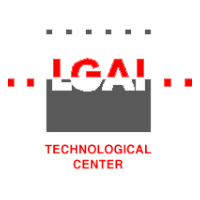
Logotip del centre un cop privatitzat parcialment

L'any 2002 es va iniciar el procés de privatització parcial del Laboratori General amb la constitució de la societat LGAI Technological Center, participada en un inici al 40% per la Generalitat de Catalunya i un 60% per Agbar Automotive, una filial d'Agbar la qual va ser venuda al 2007 i va esdevenir Applus+.
La societat LGAI Technological Center va rebre el nom comercial d'Applus+ LGAI, que mes endavant va ser substituït per Applus+ Laboratories. La participació de la Generalitat en aquesta societat ha estat rebaixada a un 5%, en no haver concorregut a diverses ampliacions de capital com ja es prevaia en el contracte.